# Escape Room (2019)
Escape Room ist ein US-amerikanischer Psycho-Horrorfilm von Adam Robitel aus dem Jahr 2019.

## Handlung
In einem Salon mit Bücherregal fällt ein Mann von der Decke. Er rennt auf die gegenüberliegende Wand zu, auf der ein Zahlenpuzzle angebracht ist, bei dem vier Ziffern in der Mitte angeordnet werden müssen. Als er eine Ziffer bewegt, beginnt eine Wand sich auf ihn zuzubewegen und droht ihn zu zerquetschen. Er deutet die Hinweise und schafft es knapp, den richtigen Code zu finden und diesen einzugeben, doch scheint dieser nicht zu funktionieren. Die Wand fährt weiter auf ihn zu und bricht ihm den Unterschenkel.
Drei Tage zuvor: In Chicago wird die schüchterne Studentin Zoey nach einer Vorlesung über Quantenphysik aufgefordert, in den Ferien etwas Herausforderndes zu tun. Der reiche Börsenmakler Jason ist mit seinen Geschäften beschäftigt. Der Lagerarbeiter Ben (der Mann aus der erste Szene) wünscht sich einen besseren Job. Sie bekommen jeweils einen geheimnisvollen schwarzen Würfel mit der Anweisung, kreativ „outside the box“ zu denken, neue Türen zu öffnen oder eine Chance zum Entkommen zu nutzen. Im Würfel finden sie eine Einladung der Firma Minos, die sie auffordert, als erste den neuesten Escape-Room zu testen und dabei 10.000 Dollar zu gewinnen. Im angegebenen Gebäude treffen Zoey, Jason und Ben auf drei weitere Teilnehmer: die Irakkrieg-Veteranin Amanda, den LKW-Fahrer Mike und den Escape-Room-Fan Danny. Als sie auf den Gamemaster warten, will Ben zum Rauchen hinausgehen, aber die Türklinke bricht ab. Danny erkennt, dass sie sich bereits im Escape-Room befinden.
Unter der Klinke befindet sich ein Drehknopf mit einer Temperaturskala, den Zoey auf 451 Grad Fahrenheit (etwa 233 °C) einstellt, nachdem Amanda im Buch Fahrenheit 451 einen Schraubendreher gefunden hat. Dadurch beginnen an der Decke angebrachte Heizstäbe, sich zu erwärmen. Während sie weitere Hinweise suchen, werden diverse Mechanismen aktiviert, wodurch auch die Ecksäulen des Raumes sich erhitzen, die Fensterläden sich verschließen und schließlich heiße Luft in den Raum geblasen wird. Die sichtlich verstörte Amanda bekommt von Zoey ein Glas Wasser gereicht. Nachdem sich die vermeintliche Empfangsdame hinter einer Scheibe als Puppe erwiesen hat, deutet ein schriftlicher Hinweis von Dr. Wootan Yu auf Untersetzer hin. Indem sie die Vertiefungen auf dem Tisch mit ihren Händen herunterdrücken, öffnet sich ein Lüftungsschacht, durch den sie in den nächsten Raum gelangen können. Jason geht vor und erkennt, dass ein zuvor gefundener Schraubendreher benötigt wird, um ein Gitter in den nächsten Raum zu öffnen. Nachdem Mike ihm diesen gebracht hat, geht Amanda als nächste und hat eine Panikattacke. In einer Rückblende zieht sie sich in Militäruniform aus einem brennenden Auto. Die verbliebenen drei bemerken, dass sie etwas zum Beschweren der Druckplatten brauchen, da diese gedrückt sein müssen, damit alle entkommen. Zoey erinnert sich an den Hinweis auf dem Untersetzer und weist Ben und Danny an, die Gläser mit Wasser aus dem Spender vollzumachen, während sie der schreienden Amanda zu Hilfe eilt. Die beiden bemerken, dass durch den Anteil, den Amanda zuvor getrunken hat, das Wasser nicht mehr reicht. In letzter Sekunde fällt Ben sein Flachmann ein, dessen Inhalt reicht, um das letzte Glas weit genug zu füllen, um die Druckplatte auszulösen. Beide können sich knapp retten, bevor ein von der Decke hinabfahrender Flammenwerfer den gesamten Raum verbrennt.
Sie befinden sich nun in einer Holzhütte. Amanda will das Spiel beenden, bekommt aber mit Dannys eingeschmuggeltem Handy keinen Empfang. Für ein Türschloss braucht die Gruppe ein Codewort mit sieben Buchstaben. Anhand von Geweihen erinnert sich Ben an einen Wildunfall und kommt auf das richtige Lösungswort „Rudolph“.
Vor der Tür geraten die sechs Spieler in eine Winterkulisse und frieren bei eisigen Temperaturen, welche stetig sinken. Nachdem Danny über das Eis auf die augenscheinlichen Berge zugelaufen ist, stößt er gegen eine unsichtbare Wand. In dieser öffnen sich jetzt Platten und eisige Luft strömt in den Raum. Die Gruppe findet eine rote Winterjacke, die sie abwechselnd benutzen, sowie eine Angel und einen Magneten. Durch ein Loch, in welches Ben zuvor mit dem Fuß eingebrochen ist, angeln sie einen in einen Metallrahmen eingelassenen Eisblock, in dessen Mitte ein Schlüssel steckt. Als Danny das Feuerzeug des rauchenden Ben holen will, um diesen zu schmelzen, bricht er in der Eisfläche ein und ertrinkt, da Strömungen ihn vom Loch wegspülen. Während die Gruppe den Schlüssel mit ihrer Körperwärme abwechselnd aus dem Eisblock schmilzt, erinnert die rote Jacke den unter der Kälte besonders leidenden Jason an ein Schiffsunglück. Sie entkommen mit dem Schlüssel knapp in den nächsten Raum, bevor das Eis des Sees komplett gesprengt wird.
Die fünf noch lebenden Teilnehmer kommen in einen Raum mit Bar und Billardtisch, welcher auf dem Kopf steht. Beim Ausgang fehlt jedoch der Türknauf. Als ein Telefon an der Decke klingelt, fällt der Hörer herunter. Als Mike rangeht, ertönt ein Pfeifen und laute Musik beginnt zu spielen (Downtown von Petula Clark). Dabei ruckelt der Raum, welcher als Aufzug nach oben fährt. Nachdem kurz darauf ein Teil des Bodens eingebrochen ist und einen Blick auf den Abgrund unter ihnen gewährt, halten sich alle am Seitengeländer fest. Amanda klettert die umgedrehte Theke an der Wand hoch und findet einen Tresor. Zoey erkennt auf der gegenüberliegenden Seite ein Schiebepuzzle und macht sich auf den Weg, muss dabei aber einen Teil des abgestürzten Bodens überwinden. Mike hilft ihr hoch, und auch Ben geht zu ihr. Zoey ermittelt den nötigen Zahlencode mit dem Schiebepuzzle, bei welchem die Farben mit den Zahlen der Billardkugeln an der Decke korrespondieren, und Amanda findet im Tresor die schwarze Acht, die als Türknauf für den Ausgang dient. Als immer mehr Teile des Bodens einstürzen, löst sich eine Schraube aus dem Regal, an dem sich Zoey, Ben und Mike festhalten. Um zu verhindern, dass sie alle abstürzen, will Zoey zu Jason, der bereits beim Ausgang steht, klettern, kann sich aber nicht halten und fällt mit dem Rücken auf eine der verbliebenen Bodenplatten und erinnert sich an einen Flugzeugabsturz, bei dem sie nach ihrer toten Mutter ruft. Während Zoey, Mike und Ben zu Jason klettern, ist Amanda noch immer auf der gegenüberliegenden Seite des Raumes, während der Boden nun nahezu komplett wegbricht. Beim Versuch, über den an der Decke hängenden Billardtisch zu klettern, fällt ihr der Türknauf auf die unter ihr befindliche Bodenplatte. Bevor dieser herunterfällt, lässt sie sich ebenfalls fallen und kann im letzten Moment die Kugel zur Gruppe werfen, bevor die Platte wegbricht. Mit letzter Kraft hält sie sich an dem Telefon fest, welches von der Decke hängt. Die anderen versuchen sie mithilfe von Billardqueues zu erreichen, doch die Schnur des Telefons reißt und Amanda stürzt in die Tiefe.
Die restlichen vier kommen in ein nachgebautes Krankenhaus, wo sie Krankenakten zu jedem Teilnehmer finden. Diese erinnern an Katastrophen in ihrem Leben. Amanda überlebte im Irak eine IED-Explosion, Zoey überstand einen Flugzeugabsturz in Vietnam, Jason rettete sich im Gegensatz zu seinem wegschwimmenden Kumpel nach dem Kentern des Bootes, Ben verlor seine Freunde bei einem Autounfall, Mike kam lebend aus einer einstürzenden Mine in West Virginia heraus und Danny erlag nicht der Kohlenstoffmonoxidvergiftung, die seine Familie umbrachte. Alle Mitspieler sind also die jeweils einzigen Überlebenden einer Katastrophe. Zoey glaubt, dass nun der Stärkste der Überlebenden gesucht werden soll. Als auf einem Bildschirm wieder Wootan Yu auftaucht und ein fünfminütiger Countdown beginnt, nach dem Giftgas den Raum flutet, will Zoey sich nicht mehr an die Regeln halten und zerstört die Überwachungskameras. Ben erkennt dank seines tauben Cousins die Zeichensprache auf Röntgenbildern, welche das Wort EKG bilden. Jason erkennt nach einer Pulsmessung Mikes, dass ein Grenzwert des Herzschlages erreicht werden muss, um den Ausgang freizugeben. Mit einem Defibrillator treibt Jason Mikes Puls so hoch, dass dieser dabei stirbt. Während schon Gas in den Raum strömt, erkennt er, dass ein niedriger Wert erreicht werden muss, und öffnet mit einer eigenen Messung am EKG-Gerät die nächste Tür. Während Jason und Ben weitergehen, bleibt die randalierende Zoey im Krankenhaus-Raum zurück und bricht mit Schaum vor dem Mund am Boden zusammen.
Ben wirft Jason vor, andere Leute zu töten, um selbst zu überleben. Die beiden Männer kommen in einen schwarz-weißen Raum, wo sie unter den Einfluss von Halluzinogenen geraten. Ben findet eine Spritze mit dem Gegenmittel, dessen Dosis aber nur für einen reicht. Es kommt zum Kampf, bei dem Jason stirbt, nachdem er mit dem Kopf an eine Ecke der Decke geschlagen ist. Dann kommt Ben in den letzten Teil des Escape-Rooms. Es ist der Salon aus der Anfangsszene. Zwei Männer in Schutzanzügen betreten durch eine Wand den Krankenhaus-Raum, um die Leichen zu entsorgen und den Raum wieder herzurichten. Als sich einer von ihnen über eine Sauerstoffmaske wundert, welche von der Decke hängt, werden sie von Zoey mit einem Infusionsständer niedergeschlagen. Zoey hebt daraufhin die Pistole eines Mitarbeiters auf und verlässt den Raum.
Ben schafft es, nachdem er fast zerquetscht worden ist, doch noch den Ausgang, einen Schacht, zu finden. In der angrenzenden Halle, an deren Videowand durchgestrichene Bilder der bisher Verstorbenen zu sehen sind, begegnet er dem Gamemaster, der ihn als siegreichen Außenseiter bezeichnet. Der Gamemaster erklärt, dass die Aufgaben immer schwieriger werden und dass es zuvor bereits Veranstaltungen für College-Athleten und Inselbegabte gab. Diese werden als modernes Gladiatorenspiel an spezielle Kunden live übertragen, zu denen laut ihm die mächtigsten und einflussreichsten Menschen der Welt zählen. Als Ben fragt, ob er als Gewinner jetzt überlebt, versucht der Gamemaster ihn mit einem Drahtseil von hinten zu erwürgen. Ben kann sich aber retten, indem er ein spitzes Teil, welches sich im vorigen Raum in seinem Unterschenkel gebohrt hatte, herauszieht und dem Gamemaster in die Seite sticht. Bevor dieser erneut angreifen kann, wird er rechtzeitig von der eintreffenden Zoey durch einen Schuss gestoppt. Während Zoey sich um den fast ohnmächtigen Ben kümmert, kann der Gamemaster aus ihrem Blickfeld fliehen. Zoey, die nach ihm sucht, wird überwältigt und kann nur knapp von Ben gerettet werden, bevor der Gamemaster sie erschießen kann, und tötet diesen mit der Pistole. Beide verlassen daraufhin das Gebäude.
Ben kommt ins Krankenhaus, gilt aber wegen der Drogen in seinem Körper als ungeeigneter Zeuge. Als Zoey mit der Polizei zum Gebäude zurückkehrt, sind alle Spuren des Escape-Rooms verschwunden. Sie sieht an der Wand des Ofen-Raums allerdings die Worte „No Way Out“ und erkennt, dass diese ein Anagramm des Namens Wootan Yu sind.
Sechs Monate später treffen sich Zoey und Ben wieder. Sie zeigt ihm Zeitungsartikel, die behaupten, dass die anderen Mitspieler des Escape-Rooms bei „normalen“ Unfällen gestorben seien. Im Logo von Minos erkennt sie eine Penrose-Treppe und Koordinaten, die auf ein Industriegebäude in Manhattan verweisen. Dorthin will sie mit Ben fliegen und hat bereits Karten reserviert.
In einem unkontrollierbar abstürzenden Flugzeug suchen die Flugbegleiter nach der Lösung eines Puzzles, während die Fluggäste in Panik schreien. Als es ihnen gelingt, die Tür zum Cockpit zu öffnen, in der die Piloten augenscheinlich vergiftet wurden, kracht das Flugzeug gegen einen Berg, und die Fenster, die als Monitore dienen, werden wieder durchsichtig. Es wird klar, dass dies nur ein Test für einen solchen Escape-Room war. Ein Mitarbeiter spricht über ein Terminal mit einem nur silhouettenhaft sichtbaren Mann mit verzerrter Stimme. Dieser sagt, dass man bereits über die Flugtickets von Zoey und Ben informiert sei, und erkundigt sich nach der Überlebenschance der Flugzeugsimulation. Als der Mitarbeiter entgegnet, diese betrage 4 %, entgegnet der Unbekannte, dass sie eine Chance haben, zu überleben.

## Alternativer Anfang
In einem auf DVD und Blu-ray veröffentlichten alternativen Anfang, betritt die vom Gamemaster erwähnte Gruppe College-Athleten mitsamt ihrem Trainer das Wartezimmer. Diese sollen durch das Spiel ihr Teamwork verbessern. Als der Trainer draußen auf sie warten will, reißt wie auch bei der Gruppe des Hauptfilms die Klinke ab. Statt sich an die Regeln des Escape Rooms zu halten, versuchen diese nach anfänglicher versuchter Kontaktaufnahme mit der Empfangsdame, mit Gewalt zu fliehen. Nachdem der Schraubendreher zum vergeblichen Öffnen des Glasfensters eben dieser benutzt wurde und dabei abbricht, gelingt es ihnen doch, das Glas zu öffnen und sie entdecken die Puppe. Sie schaffen es nicht, die Lösung zu finden und werden schließlich verbrannt.

## Alternatives Ende
In einem auf DVD und Blu-ray veröffentlichten alternativen Ende sitzt Zoey in ihrem Zimmer und bearbeitet ein Rätselheft, als sie darin eine Penrose-Treppe mit der Nummer ihres Vorlesungssaals erkennt. Als sie diesen betritt, findet sie an ihrem Sitzplatz ein Geheimfach mit der Halskette ihrer beim Flugzeugabsturz verstorbenen Mutter, woraufhin sie in Tränen ausbricht. Während sich die Türen des Saales schließen, fährt ein Mikrofon aus dem Lehrerpult und eine Stimme klärt sie auf, dass ein neuer Raum auf sie wartet und es kein Entkommen gibt („No Way Out“).

## Rezension
Kino-zeit.de bewertet den Film als durchweg unterhaltsam, kritisiert aber, dass der Film auch an Vincenzo Natalis packendes Kammerspiel Cube von 1997 erinnere, dessen klaustrophobische Intensität jedoch nicht erreiche. Variety kritisiert, dass es in dem Film egal sei, wer lebe oder sterbe, und dies der zweiten Hälfte des Films den Schwung nehme.
Wirtschaftlich war der Film sehr erfolgreich. Bei einem Budget von nur $ 9 Millionen betrug das Einspielergebnis weltweit mehr als $ 155 Millionen.

## Produktion
Der Film wurde von Columbia Pictures und Original Film produziert.

## Fortsetzung
Die Fortsetzung Escape Room 2: No Way Out kam am 16. Juli 2021 in die US-amerikanischen Kinos. Adam Robitel übernahm erneut die Regie, während Will Honley, Maria Melnik und Daniel Tuch das Drehbuch schrieben. Der Film startete am 19. August in den deutschen Kinos.